# Sierra de la Macarena Nemzeti Park

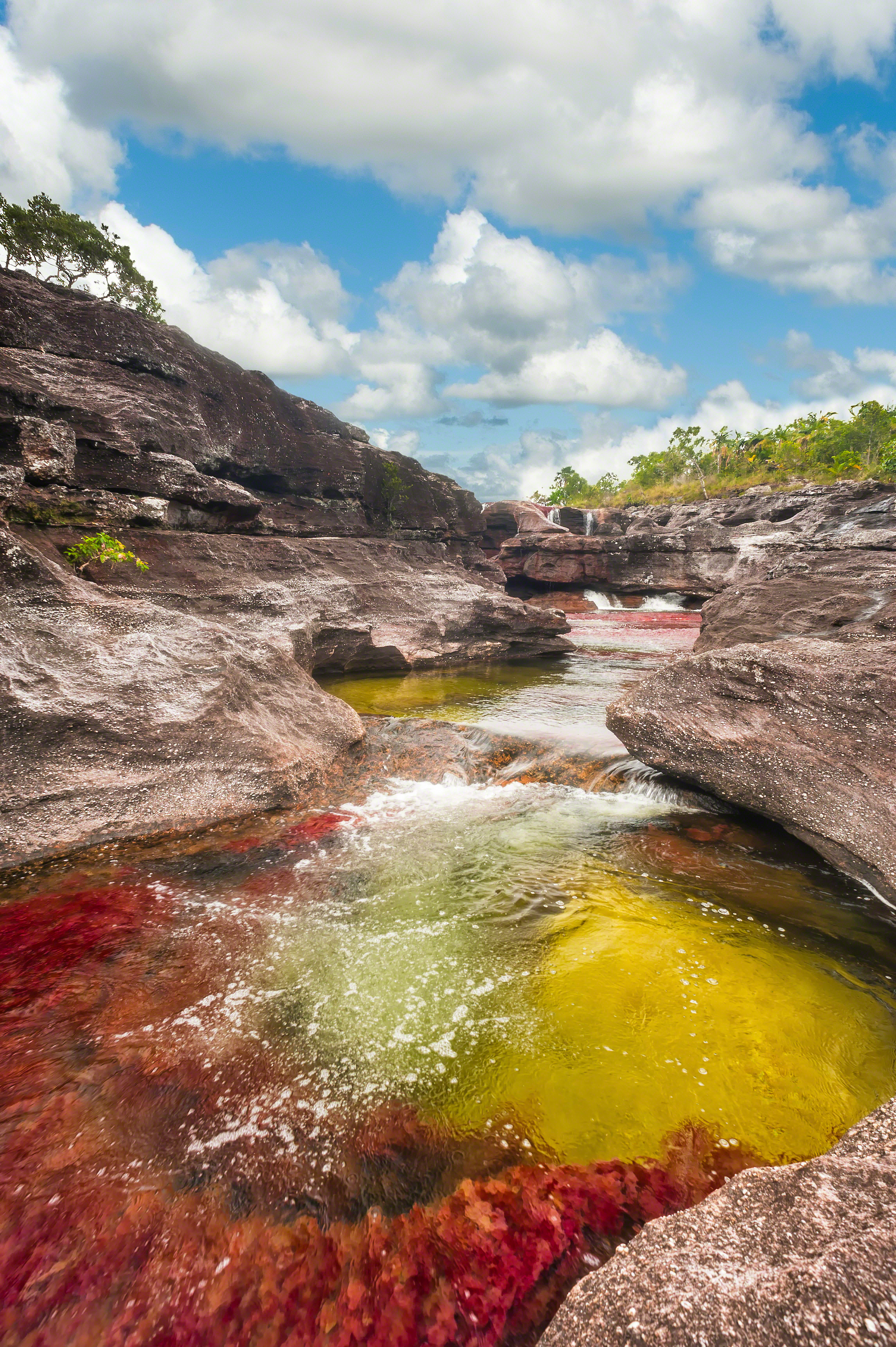
Színátmenetek a Kristály-folyó vizében

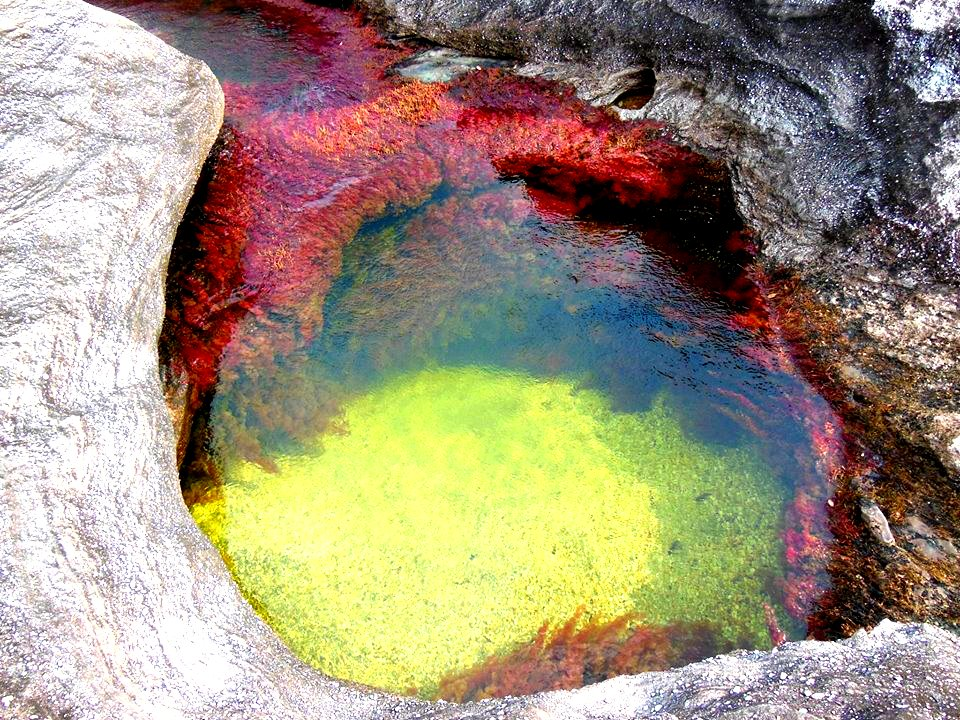
Egy kútszerű sziklaképződmény a Kristály-folyó medrében

A Sierra de la Macarena Nemzeti Park Kolumbia első, 1948-ban kijelölt természetvédelmi területe a Meta megyében, a Kristály-folyó (Caño Cristales) környékén.

## Földrajzi helyzete
A Kolumbia középső részén, az Andok hegylánca, illetve az Orinoco-medence és az Amazonas-medence között elterülő hegységet az Andok keleti láncától egy mintegy 40 km széles síkság választja el. Középső része a Kristály-folyó vízgyűjtője; délkeleten egy hosszú szakaszon a Guaviare folyó (az Orinoco bal oldali mellékvize) határolja. A park területe kb. 6200 km², legmagasabb pontja, az El Gobernador csúcs 2615 méter magas.

## Kialakulása, nevezetességei
A Serranía de la Macarena hegyvidék az 1,2 milliárd éve létrejött Guyanai-pajzs része; meghatározó kőzete a kvarcit. Legutóbb az Andok felgyűrődésekor emelkedett ki, emiatt a folyók mélyen bevágódtak a tönkfelszínbe. Medrük rendszerint zuhatagos, a tereplépcsőkön kisebb-nagyobb vízesésekkel.

## Élővilága
Az Andok hegylánca és az Amazonas esőerdeje között a flóra és a fauna is rendkívül változatos, amit elősegít a tönkfelszín és a völgyek rendkívül különböző éghajlata. Több macskaféle mellett egyebek közt 8 majom-, 550 madár-, 1200 féreg- és 100 hüllőfaj, 48 orchidea- és 2000 további növényfaj él itt.
Fő nevezetessége a világ legszínesebb folyójának tartott Kristály-folyó, amit megfelelő vízállás mellett változatos színekre (vörös, narancs, sárga, zöld, kék) fest a csak itt élő (endemikus) Macarenia clavigera folyami hínárfaj.